# Wuping, Chongqing
Wuping (kinesiska: 武平) är en köping i sydvästra Kina. Den ligger i Fengdu härad i storstadsområdet Chongqing,  omkring 150 kilometer öster om det centrala stadsdistriktet Yuzhong. Antalet invånare är 10 800. Befolkningen består av 5 247 kvinnor och 5 553 män. Barn under 15 år utgör 27,0 %, vuxna 15-64 år 57 %, och äldre över 65 år 15,0 %.